# 1394

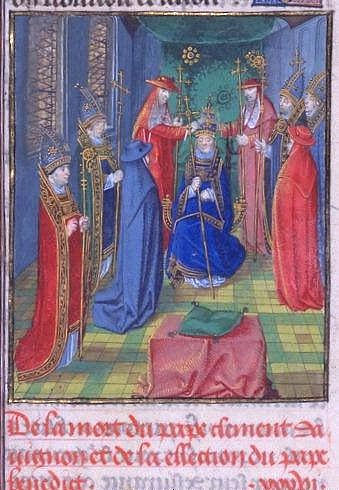
kroning van tegenpaus Benedictus XIII

Het jaar 1394 is het 94e jaar in de 14e eeuw volgens de christelijke jaartelling.

## Gebeurtenissen
januari
- 22 - De Sint-Vincentiusvloed doet de Vlaamse duinenrij doorbreken en het dorp Testerep wordt overspoeld.

april
- 5 - Albrecht van Beieren, graaf van Holland, hertrouwt met Margaretha van Kleef.

september
- 13 - De joden worden uit Frankrijk verdreven.

zonder datum
- De Victualiënbroeders veroveren Malmö en Gotland.
- De Ottomanen veroveren Thessalië.
- De Ottomanen onder Bayezid I slaan het beleg op voor Constantinopel.
- Begin van de bouw van Seoel, de nieuwe hoofdstad van Korea.
- Begin van de bouw van de Basiliek van Onze-Lieve-Vrouw-ten-Hemelopneming in Zwolle.
- Begin van de bouw van het kasteel van Kortrijk.
- oudst bekende vermelding: De Haal, Djept, Heuvel

## Opvolging
- Brunswijk-Göttingen - Otto I opgevolgd door zijn zoon Otto II
- Hafsiden (Noord-Afrika) - Ahmad II opgevolgd door Abd al-Aziz II
- Leobschütz - Nicolaas III van Troppau opgevolgd door zijn broer Przemko van Troppau
- Mark - Adolf III opgevolgd door zijn zoon Adolf IV van Kleef
- Manipur - Tabungba opgevolgd door Lairemba
- Paderborn - Robert van Berg opgevolgd door Jan I van Hoya
- tegenpaus (Avignon) - Clemens VII opgevolgd door Pedro Martinez de Luna als Benedictus XIII
- Pommeren-Wolgast - Wartislaw VI opgevolgd door zijn zoons Barnim VI en Wartislaw VIII
- shogun (Japan) - Ashikaga Yoshimitsu opgevolgd door zijn zoon Ashikaga Yoshimochi

## Afbeeldingen

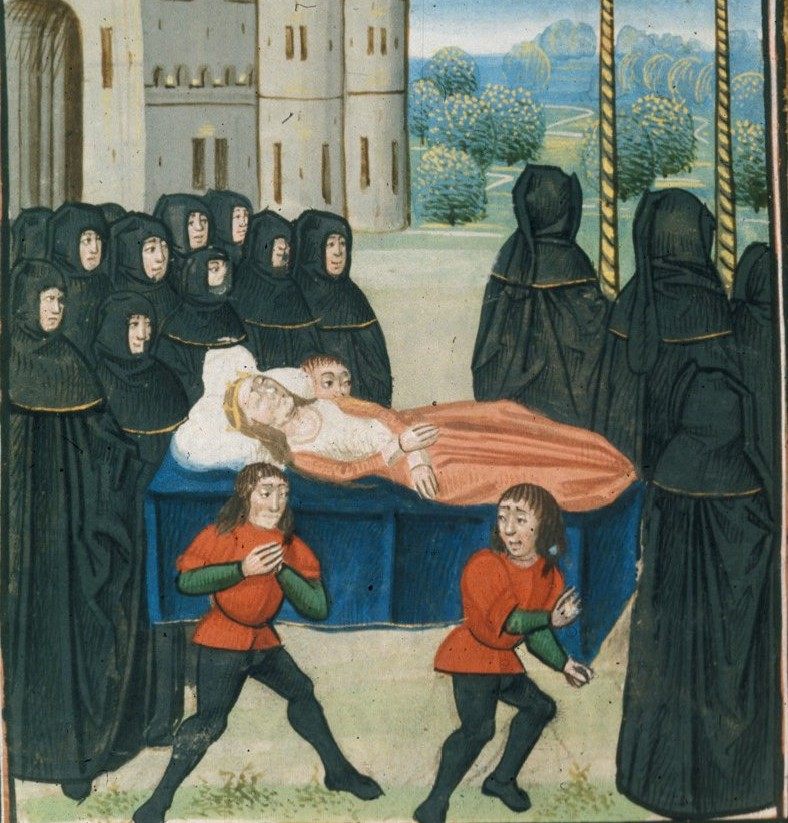
begrafenis van Anna van Bohemen

## Geboren
- 4 maart - Hendrik de Zeevaarder, Portugees prins
- 4 juni - Filippa van Engeland, echtgenote van Erik VII van Denemarken
- juli - Jacobus I, koning van Schotland (1406-1437)
- 24 november - Karel van Orléans, Frans prins en dichter
- Willem van Gulik-Wachtendonk, Gelders edelman

## Overleden
- 3/4 maart - Bolesław, hertog van Liegnitz/Legnica
- 24 maart - Constance (~49), Castiliaans prinses
- 7 juni - Anna van Bohemen (28), echtgenote van Richard II van Engeland
- 9 juli - Nicolaas III, hertog van Troppau en Leobschütz
- 23 augustus - Jan VI van Cuijk, Brabants edelman
- 27 augustus - Chokei (~51), keizer van Japan (1368-1383)
- 7 september - Adolf III van der Mark, bisschop van Münster, aartsbisschop van Keulen, graaf van Kleef en Mark
- 16 september - Clemens VII (52), tegenpaus (1378-1394)
- 25 september - Nerio I Acciaioli, hertog van Athene (1388-1394)
- 13 december - Otto I (~54), hertog van Brunswijk-Göttingen
- 28 december - Maria Angelina Doukaina Palaiologina, vorstin van Epirus (1385-1386)
- John Hawkwood, Engels huursoldaat
- Jan III van Polanen, Brabants edelman (vermoedelijke jaartal)
- Nghe Tong, keizer van Vietnam (1370-1372)